# Bruce Campbell
Bruce Lorne Campbell (Royal Oak (Michigan), 22 juni 1958) is een Amerikaans acteur. Zijn rol als Ash in de drie The Evil Dead-films bezorgde hem een cultstatus. Voor zijn hoofdrol als bejaarde Elvis Presley in de horror-komedie Bubba Ho-Tep won hij een Fangoria Chainsaw Award, een International Fantasy Film Award op het filmfestival Fantasporto en de Film Discovery Jury Award op het U.S. Comedy Arts Festival 2003.
Campbell speelt sinds zijn The Evil Dead-tijd onder meer met enige regelmaat rolletjes waarbij zijn personage binnen enkele minuten na aanvang op gewelddadige manier om het leven komt, zoals in Congo en From Dusk Till Dawn 2: Texas Blood Money. Ook verschijnt hij in bijna elke productie van The Evil Dead-regisseur Sam Raimi minimaal in een rolletje van een paar seconden.
Campbell was van 1983 tot en met 1989 getrouwd met Christine Deveau, met wie hij twee kinderen kreeg. Hij hertrouwde in 1991 met Ida Gearon.

## Filmografie
- 1979 - Within the Woods als Bruce
- 1981 - The Evil Dead als Ashley Ash J. Williams
- 1983 - Going Back als Brice Chapman
- 1985 - Crimewave als Renaldo 'The Heel'
- 1987 - Evil Dead II als Ashley Ash J. Williams
- 1988 - Maniac Cop als Jack Forrest
- 1989 - Intruder als Officer Howard
- 1989 - Moontrap als Ray Tanner
- 1990 - Mindwarp als Stover
- 1990 - Maniac Cop 2 als Jack Forrest
- 1991 - Lunatics: A Love Story als Ray
- 1991 - Sundown: The Vampire in Retreat als Robert Van Helsing
- 1992 - Waxwork II: Lost in Time als John Loftmore
- 1992 - Army of Darkness als Ashley Ash J. Williams
- 1994 - The Hudsucker Proxy als Smitty
- 1995 - Congo als Charles Travis
- 1996 - Menno's Mind als Mick Dourif
- 1996 - Escape from L.A. als chirurg
- 1997 - Running Time als Carl
- 1997 - McHale's Navy als Virgil
- 1997 - The Love Bug als Hank Cooper
- 1998 - La Patinoire als Actor
- 1999 - Icebreaker als Carl Greig
- 1999 - From Dusk Till Dawn 2: Texas Blood Money
- 2001 - The Majestic als Roland
- 2002 - Timequest als William Roberts
- 2002 - Spider-Man als Ring Announcer
- 2002 - Bubba Ho-Tep als Elvis
- 2002 - Serving Sara als Gordon Moore
- 2002 - Charmed als agent Jackman
- 2004 - Spider-Man 2 als Snooty Usher
- 2005 - Sky High als Coach Boomer
- 2005 - Alien Apocalypse als dr. Ivan
- 2005 - Man with the Screaming Brain als William Cole
- 2006 - The Woods als Joe Fasulo
- 2007 - My Name is Bruce als Bruce Campbell
- 2007 - Spider-Man 3 als Maître d’
- 2007-2013 Burn Notice als Sam Axe
- 2011 - Cars 2 als Rod "Torque" Redline (stem)
- 2015-2018 - Ash vs Evil Dead als Ashley Ash J. Williams
- 2021 - Black Friday als Jonathan Wexler
- 2022 - Doctor Strange in the Multiverse of Madness als Pizza Poppa